# Myrmarachne rhopalota
Myrmarachne rhopalota este o specie de păianjeni din genul Myrmarachne, familia Salticidae. A fost descrisă pentru prima dată de Thorell, 1895. Conform Catalogue of Life specia Myrmarachne rhopalota nu are subspecii cunoscute.